# Marœuil
Marœuil (Nederlands: Marol) is een gemeente in het Franse departement Pas-de-Calais (regio Hauts-de-France). De plaats maakt deel uit van het arrondissement Arras. Marœuil telde op 1 januari 2022 2.430 inwoners.

## Geografie
De oppervlakte van Marœuil bedroeg op 1 januari 2022 11,82 vierkante kilometer; de bevolkingsdichtheid was toen 205,6 inwoners per km².

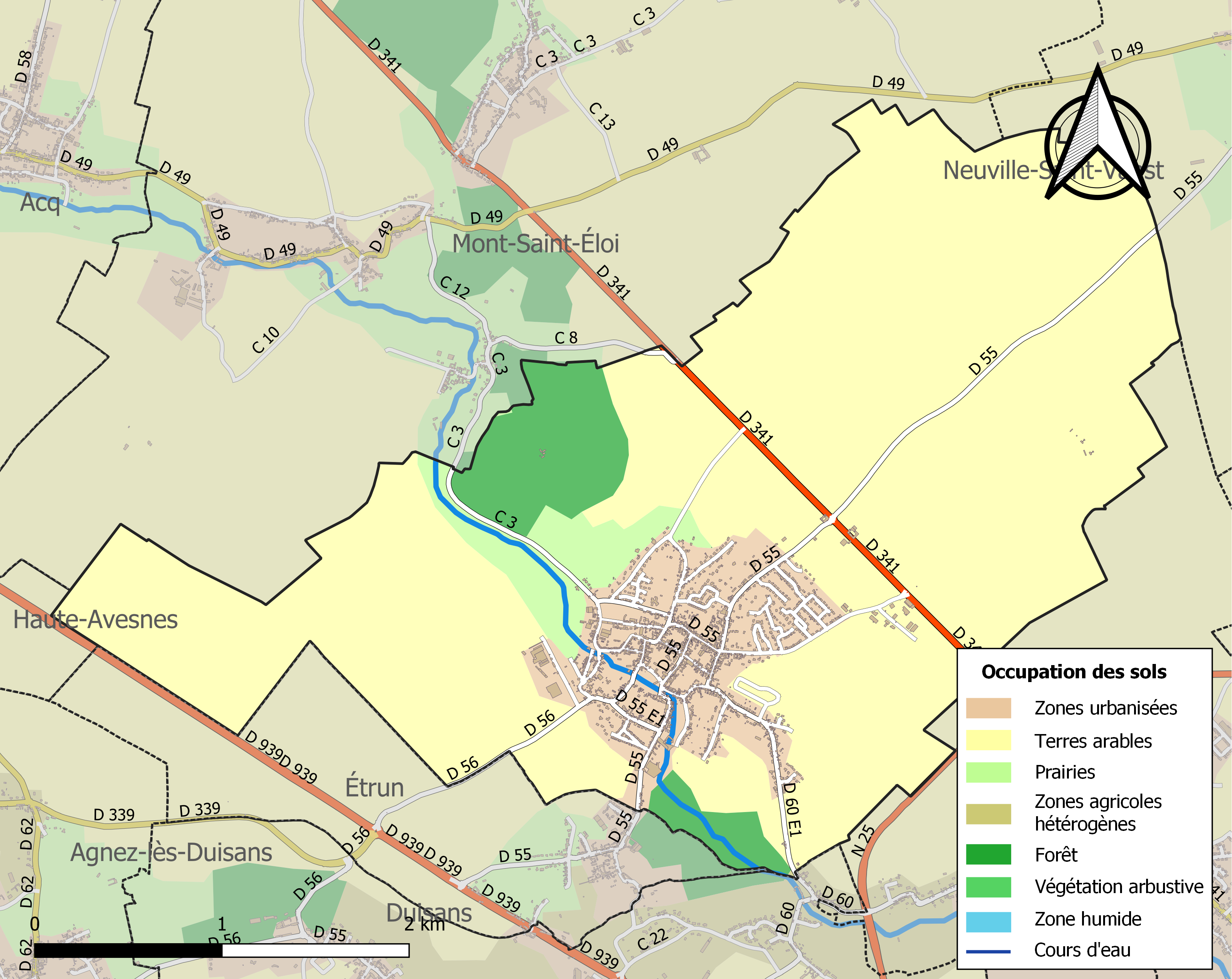
Kaart van de gemeente met belangrijkste infrastructuur, bodemgebruik en omliggende gemeenten

## Verkeer en vervoer
In de gemeente ligt spoorwegstation Marœuil.

## Demografie
Onderstaande figuur toont het verloop van het inwonertal (bron: INSEE-tellingen).